# Sierra Nevada de Santa Marta
A Sierra Nevada de Santa Marta egy Andoktól elkülönülő hegység Kolumbia északi részén. Legmagasabb hegye, a Pico Cristóbal Colón több mint 5700 méteres magasságot ér el mindössze 42 kilométerre a karibi partoktól, ezzel a legmagasabb parti hegység a világon. Viszonylag kis területen fekszik és teljes egészében 200 méternél alacsonyabb területek övezik.
A hegység területén három megye (Magdalena, La Guajira és Cesar) 15 községe osztozik.

## Élővilága
Endemikus, csak ezek közt a hegyek közt élő fajok egyrésze:
- Anisognathus melanogenys nevű tangaraféle
- Drymophila hellmayri nevű hangyászmadárféle
- Grallaria bangsi nevű hangyászpittaféle
- Synallaxis fuscorufa nevű fazekasmadár-féle